# أندريه بارن
أندريه بارن (بالإستونية: Andre Pärn)‏ مواليد 21 سبتمبر 1977 في تالين، هو لاعب كرة سلة إستوني. بدأ مسيرته الاحترافية في سنة 1993. يحمل الرقم 22. يبلغ طوله 6 قدم 6 بوصة (2.0 م). لعب مع نادي لوليو لكرة السلة وراكفيره تارفاس.

## الإنجازات
- الدوري الإستوني الممتاز لكرة السلة: 1993–94، 1994–95، 1995–96، 1997–98، 2005–06

## روابط خارجية
- أندريه بارن على موقع الاتحاد الدولي لكرة السلة (الإنجليزية)
- أندريه بارن على موقع كرة السلة الأوروبية.كوم (الإنجليزية)
- أندريه بارن على موقع ريلجم (الإنجليزية)
- أندريه بارن على موقع بروبوليرز (الإنجليزية)